# تپه مارکش
تپه مارکش مربوط به عصر آهن است و در شهرستان ملایر، بخش سامن، دهستان آورزمان، روستای میانزولان واقع شده و این اثر در تاریخ ۲۵ آبان ۱۳۸۷ با شمارهٔ ثبت ۲۳۷۳۲ به‌عنوان یکی از آثار ملی ایران به ثبت رسیده است.